# Triptih Device Marije (Bouts)
Triptih življenja Device Marije, tudi Marijin oltar je nastal v tehniki olje na tabli in je delo staronizozemskega slikarja  Dirka Boutsa. Naslikan okoli leta 1445 velja za najstarejše preživelo delo tega umetnika. Danes ga hranijo v muzeju Prado v Madridu.

## Opis
Triptih obsega štiri prizore iz življenja Device Marije, ki poudarjajo njeno vlogo v odrešenju. Sestavljajo ga štirje prizori: Oznanjenje, Obiskovanje, Čaščenje angelov in Poklon Svetih treh kraljev. Slogovno je podoben njegovim kasnejšim slikam, razen v oblikovanju figur, ki so tu precej manjše, nerazpotegnjene kot kasneje. Poleg zanimanja, ki ga Bouts posveča pokrajini že od samega začetka, je treba v tem delu omeniti ovalne obraze figur - na primer Device -, ki ponazarjajo poenostavitev volumna slikarjev na severnem Nizozemskem. To delo odraža njegov poseben način upodabljanja sveta okoli sebe. Zdi se, da njegove neizrazite figure mirujejo v meditativni tišini, daleč stran od čustvene moči Van der Weydna ali monumentalnosti Jana van Eycka, čeprav je delo obeh poznal in črpal iz njega za razvoj osebnega sloga.
Kljub dejstvu, da je ta triptih zgodnje delo, si je Bouts izposodil nekatere kompozicijske sheme od Van der Weydna, vključno z arhitekturimi okviri, ki so podobni portalom z arhivolto. Sodoben pristop z okviri je nekaj let prej Rogier prikazal na svojem Oltarju Miraflores (Gemäldegalerie, Berlin) ali sestava Obiskovanja, ki izhaja iz drugega Van der Wedna v Leipzigu. V triptihu Bouts sledi van Eycku pri ločevanju materialov, kot so lasje in tkanine - na primer pri nadangelu Gabrielu v Oznanjenju. Tudi uporabo svetlobe kot povezovalnega dejavnika črpa pri van Eyck, zlasti način, kako različne prizore preplavi z zlatim ozračjem. Omeniti velja tudi pozornost, ki jo namenja obrazom in rokam figur, na primer pri prvem kralju, ki kleči pred Jezusom otrokom v Poklonu. Njegov obraz je gubast, roke pa označujejo žile kot pri Elizabeti v Obiskovanju.
Osrednja tabla ima dva prizora, vsak z enakimi dimenzijami kot stranska. Ta dva osrednja prizora, Obiskovanje in Čaščenje angelov, sta ločena z naslikanim stebrom iz rožnatega marmorja. Tako ta kot tudi dva na stranskih tablah - Oznanjenje na levi in Poklon Treh kraljev na desni - imajo vsi arhitekturne okvirje, ki delujejo kot portali. Loki so polkrožni, kiparska dekoracija v arhivoltah pa gotska: upodobljeni so dogodki iz Stare in Nove zaveze - po šest na vsaki tabli. Bouts plitke spandrele bolj razvije. Portiki omejujejo ospredje pred protagonisti, ki jih tako arhitektura ne uokvirja, temveč jih gleda skozi njen del prostora okoli nje. To ustvarja občutek oddaljenosti med gledalcem in naslikanimi figurami .
Obstajajo močne sorodnosti z Rojstvo Petrusa Christusa v Washingtonu, tako da je bila slika nekoč pripisana Christusu. Erwin Panofsky je menil, da je močna povezava dokaz, da se je mladi Dirk Bouts že na začetku svoje kariere navezal na Petrusa Christusa.

## Galerija
- Rogier van der Weyden, Oltar Miraflores, olje na les, 38,7 × 30,3 cm, Gemäldegalerie, Berlin
- Petrus Christus, Rojstvo, olje na les, 127,6 x 94,9cm, National Gallery of Art, Washington, D. C.

## SKlici
1. ↑   Silvi, P .: 100 Obras Maestras de Museo del Prado, Museo Nacional del Prado, 2008, str. 20
2. ↑  Panofsky pp. 314-5